# Ekleptostylis debroyeri
Ekleptostylis debroyeri är en kräftdjursart som beskrevs av Blazewicz och Heard 200. Ekleptostylis debroyeri ingår i släktet Ekleptostylis och familjen Diastylidae. Inga underarter finns listade i Catalogue of Life.